# 빌바오 미술관

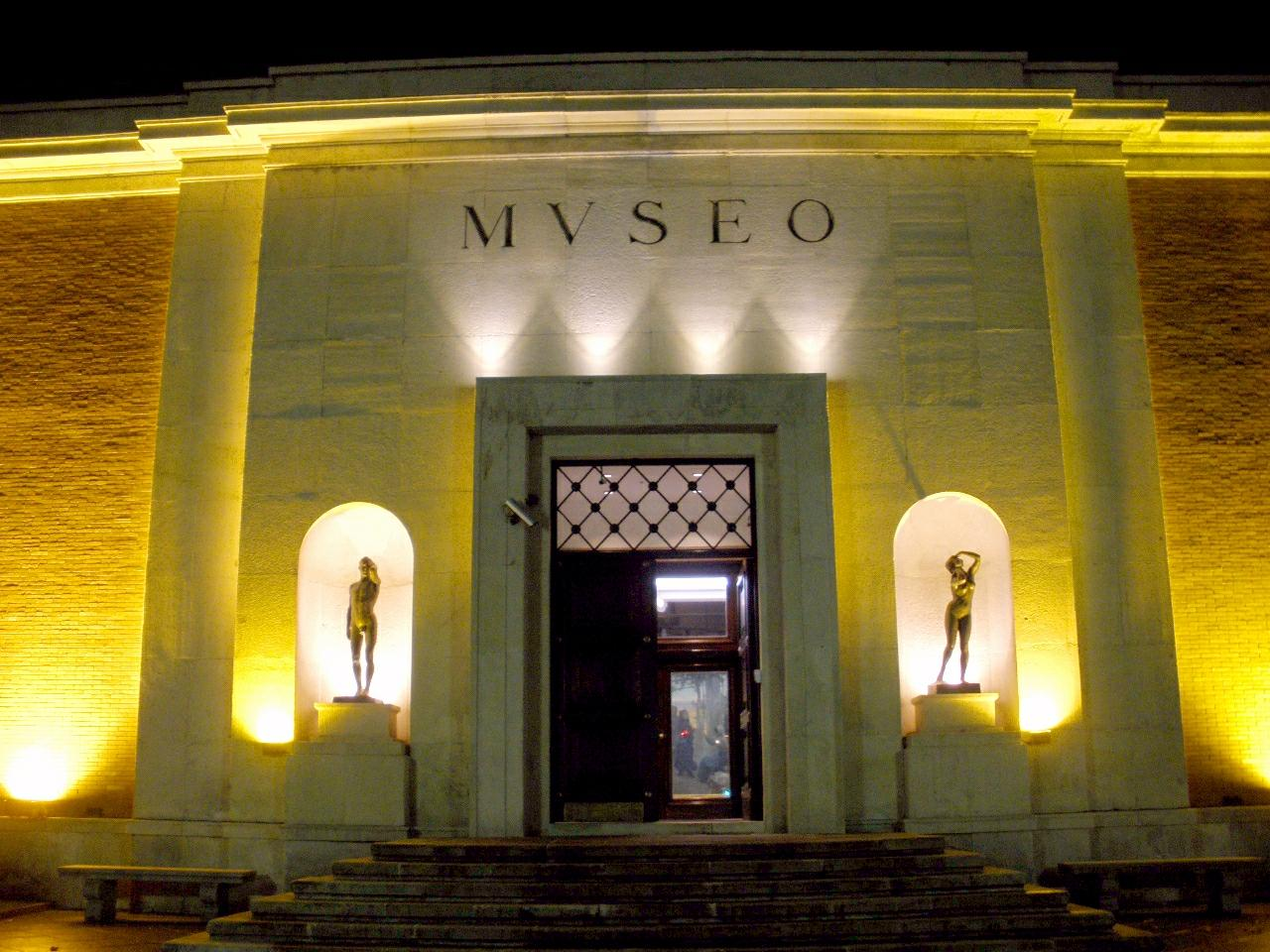
빌바오 미술관

빌바오 미술관(스페인어: Museo de Bellas Artes de Bilbao)은 스페인 빌바오에 위치한 미술관이다.